# Rhinephyllum broomii
Rhinephyllum broomii är en isörtsväxtart som beskrevs av L. Bol. Rhinephyllum broomii ingår i släktet Rhinephyllum och familjen isörtsväxter. Inga underarter finns listade i Catalogue of Life.